# Pio Monte della Misericordia
Il Pio Monte della Misericordia è un edificio monumentale di Napoli situato in piazza Riario Sforza, lungo il decumano maggiore.
Nato come istituzione benefica laica, tra le più antiche e attive della città, ospita al suo interno una chiesa seicentesca dov'è conservata la tela delle Sette opere di Misericordia del Caravaggio, tra le più importanti pitture del Seicento italiano, e altri prestigiosi dipinti dello stesso secolo appartenenti alla scuola napoletana.
L'intero edificio è stato musealizzato nel 2005; alcune sale istituzionali dell'ente al primo piano espongono documenti d'archivio storici fondamentali nella vita dell'istituto e inoltre ospitano la Quadreria del Pio Monte della Misericordia, una delle più importanti raccolte private d'Italia aperte al pubblico.

## Storia

### Fondazione e statuto delle Capitolazioni (inizi del XVII secolo)
Il periodo della Controriforma fa da cornice storica alla nascita del Pio Monte, nato per volontà di un gruppo di sette giovani nobili composti da Cesare Sersale, Giovan Andrea Gambacorta, Girolamo Lagni, Astorgio Agnese, Giovan Battista d’Alessandro, Giovan Vincenzo Piscicelli e Giovanni Battista Manso i quali, a partire dal 1601, erano soliti riunirsi tutti i venerdì all'ospedale degli Incurabili per mettere in atto a loro spese un programma di opere assistenziali che avevano l'obiettivo di dare cibo agli ammalati. Col tempo le opere caritatevoli aumentarono fino ad accumulare anche un cospicuo capitale a fondo benefico, che ammontava a 6.328 ducati, da destinare ai non abbienti.
Nel 1602 fu fondato per questi motivi il Pio Monte della Misericordia, ente istituzionale che si occupò da quel momento di far convergere le risorse e di organizzare le attività benefiche, che consistevano in quel momento nel soccorrere gli indigenti, assistere gli infermi, riscattare gli schiavi cristiani dagli infedeli, assistere i carcerati, liberare i detenuti per debiti e dare alloggio ai pellegrini. Nel 1603 venne redatto lo statuto del Pio Monte con approvazione dapprima del viceré Giovanni Alfonso Pimetel de Herrera, nel 1604, e poi con l'avallo di papa Paolo V, avvenuto quest'ultimo nel 1605.

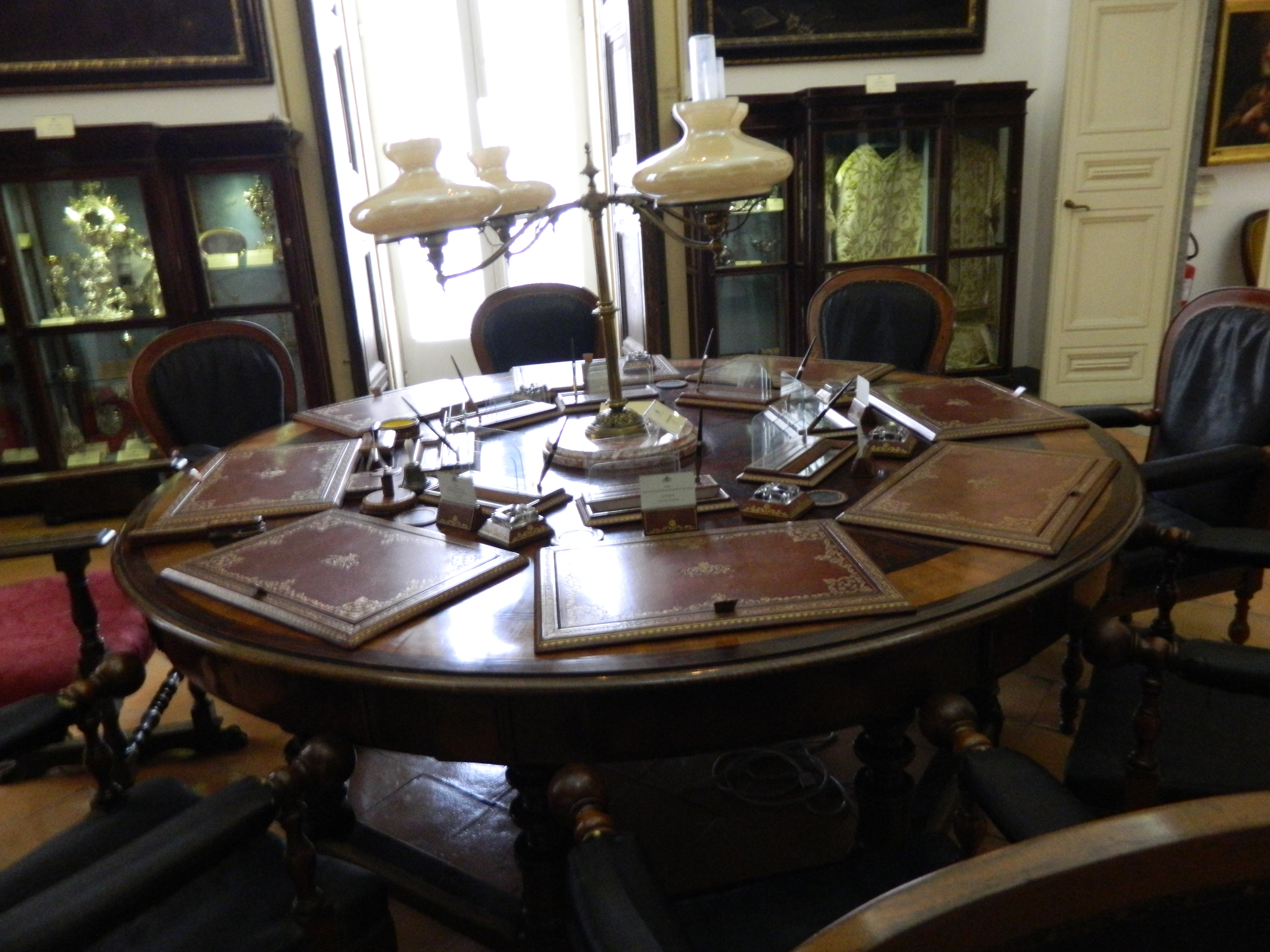
Il nuovo tavolo nella sala del Governo che ha sostituito quello eptagonale del XVII secolo.

Lo statuto disciplina e regolamenta da più di quattrocento anni i meccanismi di controllo, gestione dei fondi ed elezione dei governatori dell'ente. Questo si compone di 33 articoli costituenti le cosiddette Capitolazioni e sin dall'origine era finanziato solo da laici. Il buon governo era invece garantito attraverso la rotazione semestrale di sette governatori impegnati nelle diverse opere, al fine di assicurare la massima correttezza nell'uso dei fondi benefici. Questi si riunivano due volte alla settimana nella sala dell'Udienza per stabilire i compiti e come organizzare le attività da svolgere. La camera si componeva di un tavolo a sette lati dove in ogni spicchio era intarsiata la frase Fluent ad eum omnes gentes e un'opera della misericordia che ricadeva sul governatore che sedeva in quella porzione di tavolo e che doveva prendere in carico. Secondo un meccanismo di rotazione semestrale ben definito accadeva che ognuno dei governatori eletti ruotasse di volta in volta per assumere alla fine tutte e sette le attività previste: al primo eletto veniva affidato il compito di visitare gli infermi, dopo sei mesi passava all'attività di seppellire i morti, poi a quella di visitare i carcerati, poi di redimere i prigionieri, di soccorrere i poveri vergognosi, di dare alloggio ai pellegrini e infine, l'ultima carica prevista, di gestire il fondo capitale del Pio Monte.
I sette governatori provenivano dalla nobiltà napoletana ed erano di età superiore ai 25 anni; venivano inoltre eletti ogni tre anni e mezzo. La nomina dei sette governatori avveniva attraverso un meccanismo di votazione che interessava una giunta composta da circa ottanta membri di età superiore ai 18 anni, scelti sempre con particolari meccanismi stabiliti dalle Capitolazioni.

### La prima sede di Giovan Giacomo di Conforto (prima metà del XVII secolo)

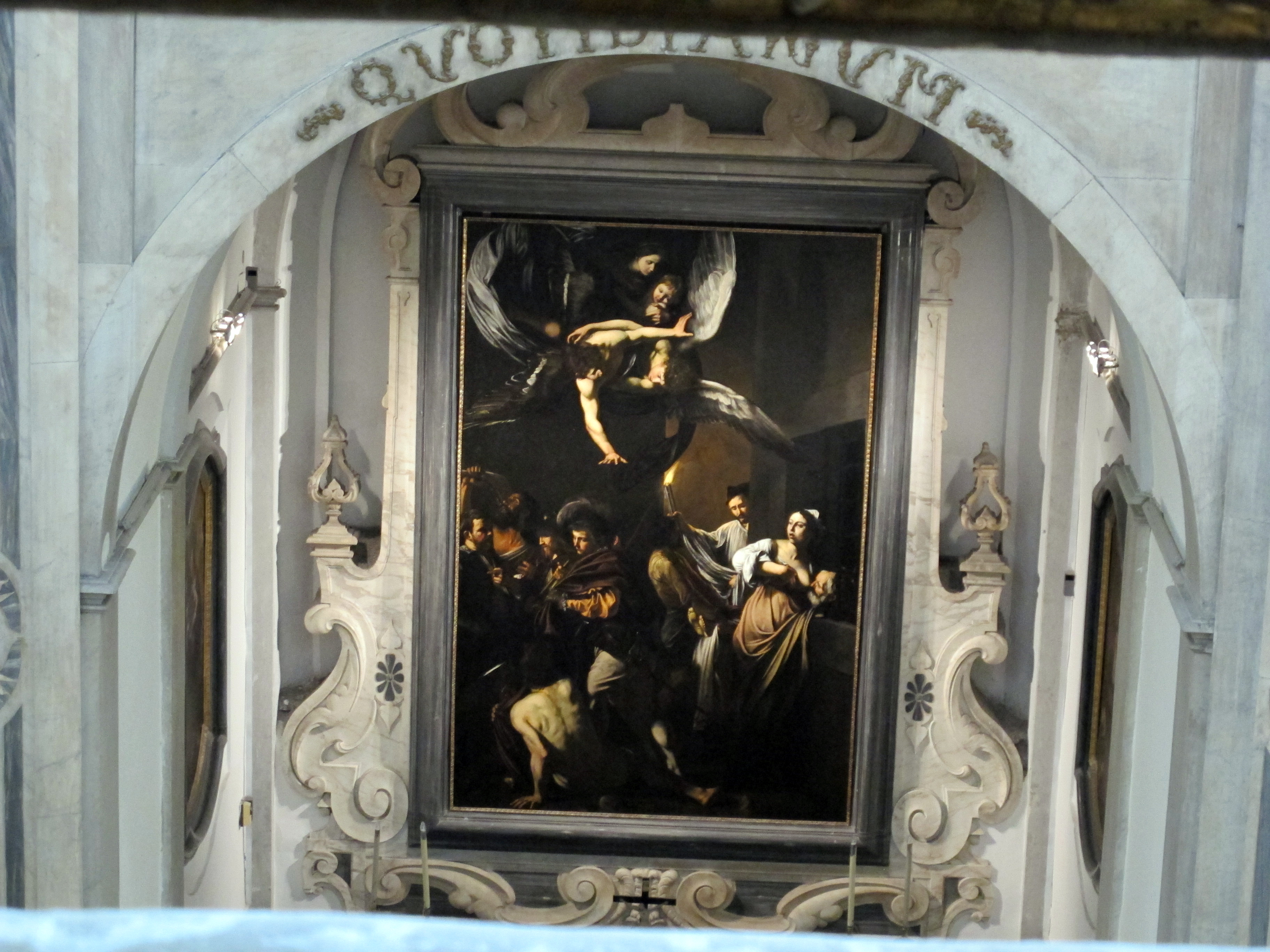
La tela del Caravaggio vista dal balconcino della sala del Coretto, al primo piano del palazzo.

In un primo momento la sede dell'istituzione fu in una piccola chiesa costruita tra il 1607 e il 1621 da Giovan Giacomo di Conforto, che per il progetto fu pagato 25 ducati. A questo periodo risalgono inoltre le commissioni di tutte le tele che decorano l'interno della chiesa; al 1607 risulta infatti il pagamento di 400 ducati al Caravaggio per l'esecuzione delle Sette opere di Misericordia, dipinto destinato al presbiterio e primo in ordine cronologico di tutto l'ambiente religioso.
L'opera di Caravaggio piacque talmente tanto ai governatori del Pio Monte che nel 1613 gli stessi applicarono una prima condizione al dipinto che lo obbligava ad insistere nella cappella per la quale era stato concepito senza alcuna possibilità di rimozione da tale luogo, neanche per gli anni successivi, e vietandone anche una sua eventuale cessione; successivamente poi una seconda postilla sancì anche il divieto di riproduzione e copia del quadro.

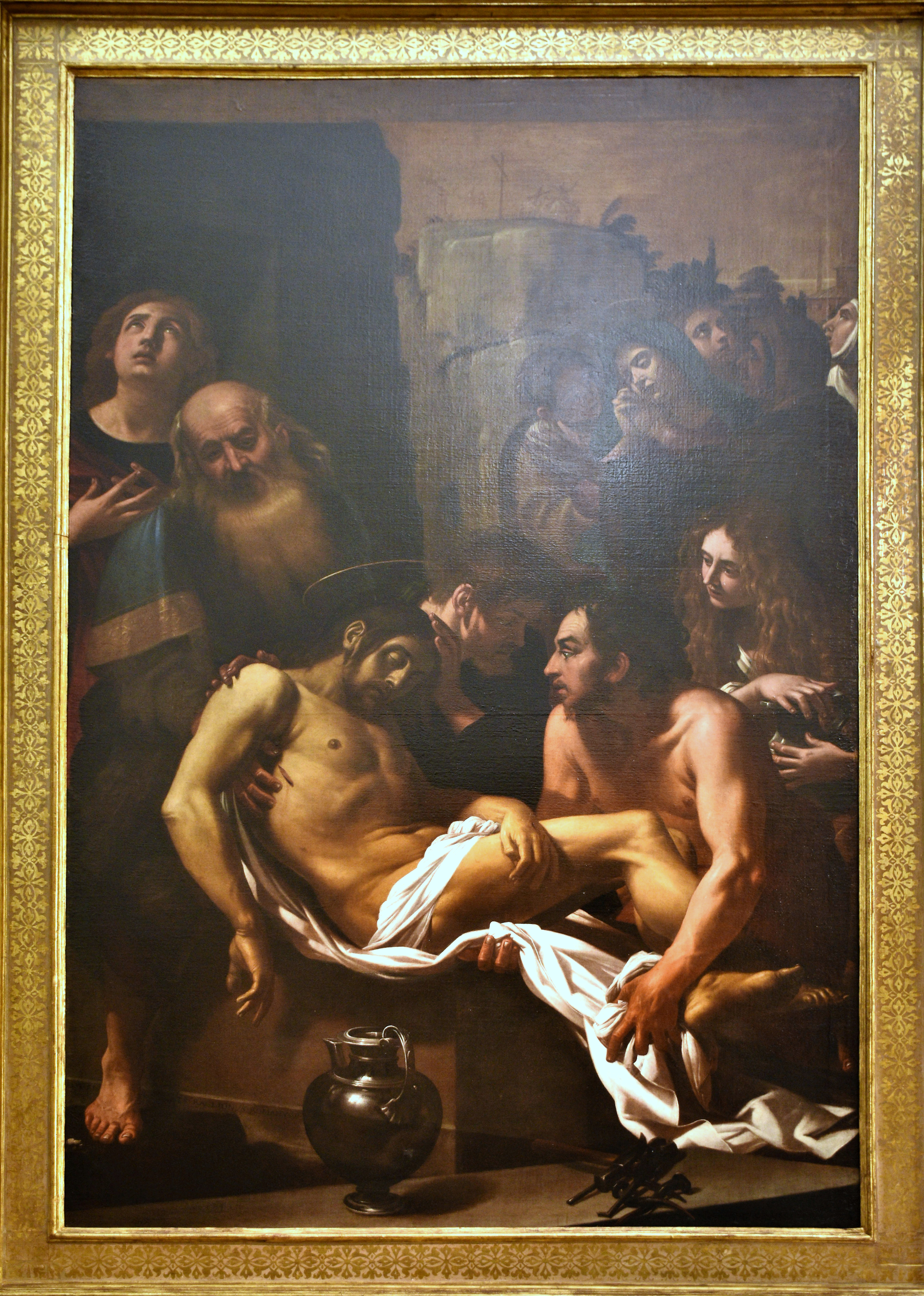
Deposizione di Cristo (1608), Giovanni Baglione.

Negli altri sette altari laterali vennero richieste altrettanti opere specifiche raffiguranti una determinata opera misericordiosa: a Giovan Vincenzo da Forli, tra il 1607-08, fu chiesto il dipinto sul Buon samaritano, a Giovanni Baglione fu chiesta nel 1608 la Deposizione di Cristo, a Fabrizio Santafede il San Pietro che resuscita Tabitha, datato 1611 e il Cristo in casa di Marta e Maria, del 1612, a Battistello Caracciolo venne commissionata in cambio di un compenso di 100 ducati la Liberazione di san Pietro nel 1615 e, per ultima, poco posteriore a queste, è infine la tela di Giovanni Bernardo Azzolino raffigurante San Paolino che libera lo schiavo del 1626-30.
Seppur nata con ideologie laiche, il Pio Monte sin dalla sua fondazione ha da sempre instaurato un rapporto "collaborativo" con l'ordine dei Gesuiti, per i quali furono stanziati in più occasioni nel corso del tempo dei fondi per costruire varie strutture da loro gestite. Durante tutto il secondo decennio del Seicento, nonostante i costi sostenuti per la costruzione della sede napoletana, il Pio Monte si dimostrò comunque sin da subito particolarmente attivo nello svolgimento delle attività prefissate, come per esempio ad Ischia, nella zona di Casamicciola, dove sotto la guida dello stesso di Conforto fu realizzato un ospizio che potesse accogliere fino a 300 persone indigenti annue.

### La nuova sede di Francesco Picchiatti (seconda metà del XVII secolo)
Nel 1653 la chiesa dell'edificio fu demolita per essere ricostruita integralmente e dal 1658 al 1678 il complesso fu riorganizzato in uno stabile più grande, grazie anche all'acquisto di circa 10 costruzioni limitrofi, in quanto quello precedente divenne insufficiente per le cresciute esigenze dell'ente. Della prima chiesa non si ha alcuna testimonianza dalla quale è possibile carpire quale fosse la sua forma e architettura, tuttavia grazie alla mappa della città di Alessandro Baratta della metà del XVII secolo si evince che questa avesse forma considerevolmente più ridotta rispetto all'attuale, con tetto privo di cupola e con pianta rettangolare, forse con tre cappelle per lato entro le quali erano collocate le tele e l'altare maggiore su quella frontale dov'era il dipinto del Caravaggio.
Il nuovo progetto edilizio fu affidato dopo un primo rifiuto di Cosimo Fanzago, in esubero di lavori già precedentemente accettati, all'architetto Francesco Antonio Picchiatti, che percepì per la stesura del disegno preparatorio un compenso di 30 ducati più altri 80 annui durante tutto il periodo di costruzione. Con il Picchiatti l'edificio del Pio Monte e l'annessa chiesa assumeranno l'aspetto che ancora oggi hanno.
Intanto nel 1666 invece terminarono i lavori della grande cupola della chiesa mentre nello stesso anno furono commissionate ad Andrea Falcone le sculture del porticato esterno, originariamente commissionate a Gianlorenzo Bernini, che però rifiutò per via di altri impegni presi in precedenza, e che in un secondo momento furono girate al Falcone il quale avrebbe dovuto eseguire le statue sotto la supervisione del Fanzago e che invece molto probabilmente compì in piena autonomia, in quanto l'architetto e scultore bergamasco non compare in nessun documento che attesti un suo lavoro all'interno del cantiere. Tra il 1668 e il 1671 inoltre furono completate dal Falcone le due acquasantiere della chiesa, disegnate dal Picchiatti, e le balaustre, gli altari marmorei e gli altri elementi decorativi delle cappelle interne, lavori questi che eseguì con l'ausilio di Pietro Pelliccia. Al 1671 risale anche la Deposizione di Cristo commissionata dietro compenso di 200 ducati a Luca Giordano col fine di sostituire quella del Baglione in cappella, pagata 120 ducati, poi ricollocata all'interno degli ambienti del palazzo del Pio Monte costituenti la quadreria. Nel 1674 furono infine commissionate ancora al Falcone altre quattro sculture da inserire all'interno dell'aula della chiesa, tra le quali un San Gioacchino, un San Giuseppe e due profeti; tuttavia a causa della morte dello scultore, questi riuscì a finire nel 1675 solo la statua del profeta David, che fu poi collocata sullo scalone monumentale che porta alle sale del primo piano del complesso.
Tra il 1678 e il 1680, infine, Bonaventura Presti, allievo del Picchiatti, è documentato all'interno del cantiere per completare le sale al terzo piano.

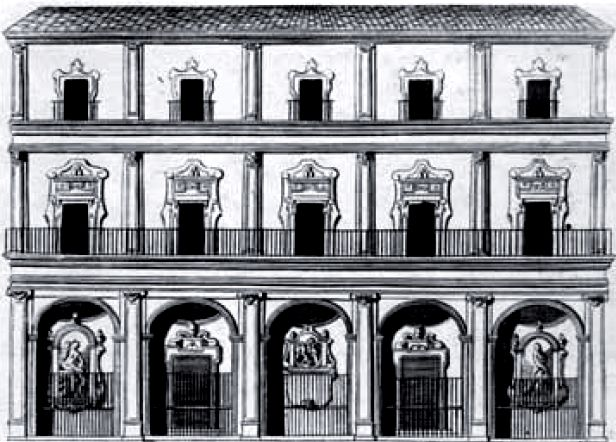
La facciata del palazzo come appare in un'incisione del 1718.

### Attività dal XVIII secolo a oggi
All'inizio del Settecento e fino al 1720 l'edificio fu interessato da lavori di restauro guidati da Giovanni Battista Manni; altri lavori si ebbero poi nel 1763.
Nel 1782 Francesco De Mura donò in eredità all'istituzione 180 dipinti da lui eseguiti e destinati secondo il suo volere ad essere venduti all'asta per aiutare il Pio Monte a far fronte alle opere assistenziali da mettere in atto; delle tele donate ne sono rimaste in sede 33.
A partire dal 1914 il Pio Monte sancisce il divieto assoluto di cessione delle sue opere d'arte e nel 1973 su volontà dell'allora soprintendente dell'ente, Tommaso Leonetti conte di Santo Janni, venne istituita la Quadreria.
Nel 2005 viene invece musealizzato l'intero complesso creando un circuito nel quale entrano a far parte sia la chiesa che le sale del primo piano del palazzo organizzate per l'esposizione di alcuni documenti d'archivio che la collezione pittorica della fondazione.
Tutt'oggi il Pio Monte della Misericordia presta la sua opera di beneficenza per una serie di istituzioni locali; la chiesa è inoltre ancora consacrata.

## Pianta del complesso del Pio Monte
| 1. Allegoria, Andrea Falcone (1666); 2. ingresso in chiesa; 3. Madonna della Misericordia, Andrea Falcone (1666); 4. ingresso al complesso del Pio Monte; 5. Allegoria, Andrea Falcone (1666); 6. Cristo e l'adultera, Luca Giordano (1660 circa); 7. Liberazione di san Pietro, Battistello Caracciolo (1615); 8. Deposizione di Cristo, Luca Giordano (1671); 9. San Pietro che resuscita Tabitha, Fabrizio Santafede (1611); 10. Sette opere della Misericordia, Caravaggio (1607); Sant'Anna, Giacomo De Castro (1665 circa, parete laterale); Madonna della Purità, Andrea Malinconico (1670 circa, parete laterale); 11. Buon samaritano, Giovanni Vincenzo da Forlì (1607-08); 12. Cristo in casa di Marta e Maria, Fabrizio Santafede (1612); 13. San Paolino che libera lo schiavo, Giovanni Bernardo Azzolino (1626-30); 14. scala per i piani superiori del complesso; 15. Re David, Andrea Falcone (1674-75); 16. cortile interno. | Pianta |

## Chiesa del Pio Monte

### Esterno
L'edificio del Pio Monte insiste a pochi metri dalla scala che conduce alla navata destra del Duomo, di fronte alla reale cappella del Tesoro di san Gennaro e alla guglia dello stesso santo.

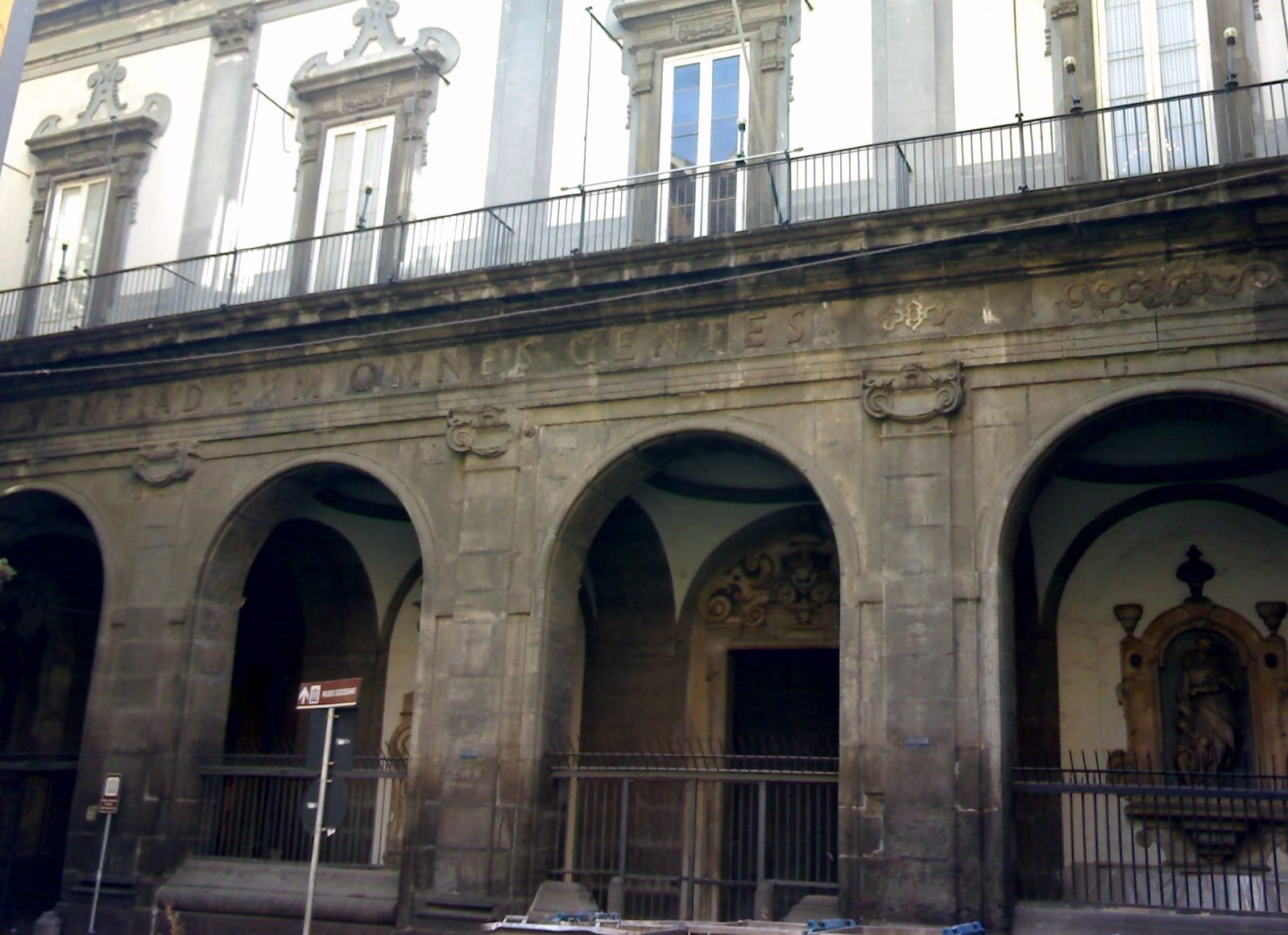
Scorcio del portale della chiesa sotto al porticato in piperno.

La chiesa è inglobata all'interno del palazzo e pertanto è priva di facciata. L'ingresso avviene dunque attraverso un portale sito entro il portico in piperno con cinque arcate che caratterizza la parte inferiore della facciata principale dell'edificio, quest'ultima lunga 33 metri e scandita su tre livelli, dove al pian terreno è appunto il porticato con pilastri di ordine ionico, opera di Salomone Rapi, al primo piano, destinato agli uffici e caratterizzato dal fregio sul fronte recante il versetto del Libro di Isaia «Fluent ad eum omnes gentes» che divenne motto del Pio Monte, i pilastri sono di ordine corinzio e in quello superiore, destinato ai funzionari dell'istituzione, i capitelli sono compositi.
La parete dentro il portico è decorata da un complesso scultoreo raffigurante al centro la Madonna della Misericordia (in corrispondenza della terza arcata) sotto la quale è una targa marmorea su cui è inciso il verso «Civis | concivivm miseriæ crevere in montem | patritiorum pietas | vt prosterneret misericordiæ montem ecitavit | anno M·D·C·I. | deipara protegente piorvm mvnificentia mirifice crevit | egestates mvlta hic opportvna habent avxilia | et ideo hvnc ampliorem locvm mseris | primatvm coetvs erexit | anno MDCLXXI». Ai lati del porticato (sotto la prima e quinta arcata) sono invece entro due nicchie addossate alla parete due figure allegoriche che riassumono le opere di carità corporale. Tutte e tre le statue furono eseguite da Andrea Falcone, figlio del più celebre Aniello, forse su disegno di Cosimo Fanzago.
L'ingresso in chiesa è in linea con la seconda arcata, da destra a sinistra, del palazzo, mentre il portale sulla quarta arcata apre verso un atrio che conduce al cortile interno dell'edificio, al centro del quale è un pozzo seicentesco in piperno mentre tutt'intorno si snodano i corpi di fabbrica destinati alla sede dell'istituzione. Sulla scalinata che conduce al primo piano è infine collocata la statua del Re David di Andrea Falcone.

### Interno
La chiesa è a pianta ottagonale con cupola imponente e luminosa e con sei cappelle laterali.

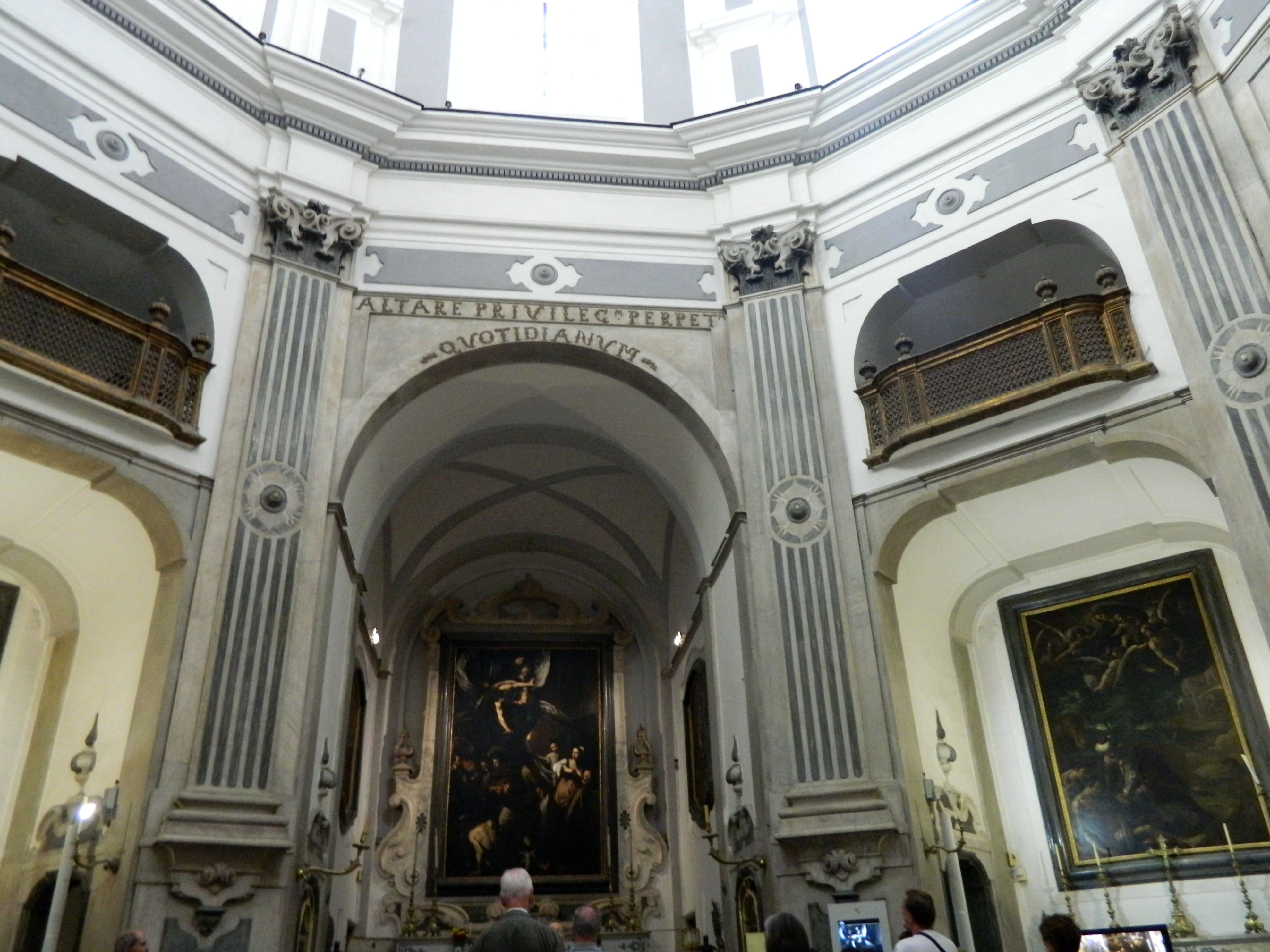
L'interno della chiesa.

L'interno vede alle pareti decorazioni sobrie in stucco e marmo bianco e grigio. Le sei cappelle laterali, così come il presbiterio, sono caratterizzate da balaustre che delimitano gli ambienti, da altari e da cornici con fregi marmorei, tutte opere di Andrea Falcone e Pietro Pelliccia. Le cappelle si alternano tra le quattro maggiori (all'ingresso, al fronte dell'aula e alle due laterali) e le quattro minori (quelle angolari), dove sopra quest'ultime si aprono delle nicchie entro cui sono dei balconcini ai quali si accede tramite gli ambienti del primo piano del palazzo, mentre sopra l'arco d'ingresso in chiesa si apre un'altra nicchia che consentiva ai governatori di poter ammirare la tela del Caravaggio all'altare maggiore, stando nella sala del coretto, sita sempre al primo piano dell'edificio.

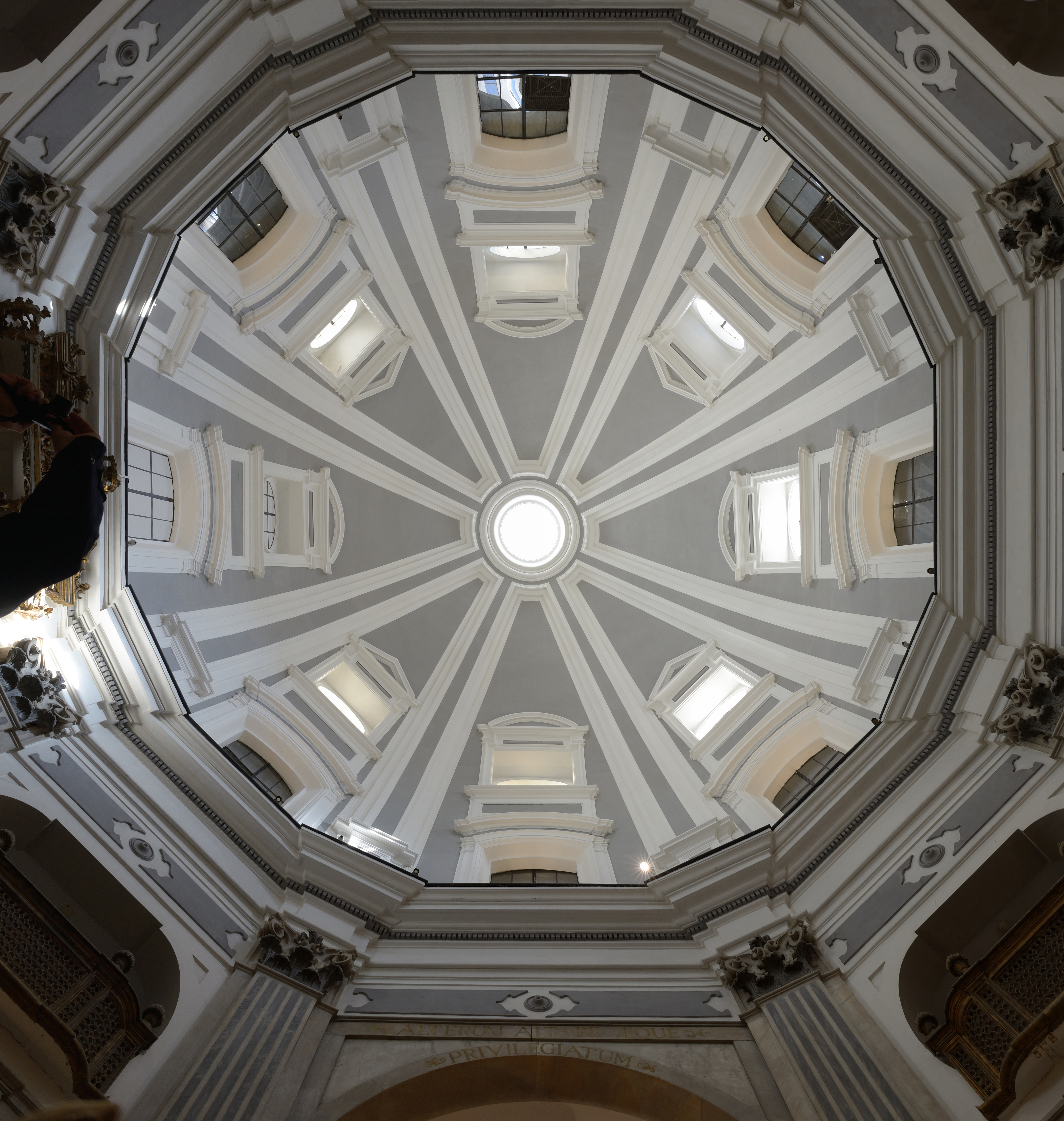
L'interno della cupola.

Considerando le geometrie dello spazio interno, delle cappelle laterali, così come della cupola, nel suo insieme la chiesa assume una rilevanza strutturale architettonica assimilabile a quella della vicina reale cappella del Tesoro di san Gennaro, progettata da Francesco Grimaldi nel 1608.
Il pavimento della chiesa è in marmi policromi e cotto, sempre del Falcone; ai lati dell'ingresso sono invece due acquasantiere disegnate dal Picchiatti ma eseguite ancora dal Falcone, particolari per la bizzarria delle forme.
Il presbiterio presenta alle pareti laterali una Sant'Anna del 1665 circa di Giacomo Di Castro e una Madonna della Purità del 1670 circa di Andrea Malinconico, mentre al centro è un altare barocco dietro il quale domina la grande tela del 1607 di Caravaggio raffigurante le Sette opere di Misericordia. Sulla controfacciata sopra la porta d'ingresso è invece collocata una copia fedele del Cristo e l'adultera di Luca Giordano del 1660 circa. Nelle cappelle laterali trovano invece spazio dipinti raffiguranti storie evangeliche utilizzate come allegorie per rappresentare le opere di misericordia corporali singolarmente descritte.
I dipinti a destra sono, dalla prima cappella andando verso il presbiterio: il San Paolino che libera lo schiavo (1626-1630) di Giovanni Bernardino Azzolino, che descrive l'azione di riscattare gli schiavi; il Cristo in casa di Marta e Maria (1612) di Fabrizio Santafede, che identifica il dare ospitalità ai pellegrini; infine il Buon samaritano (1607-08) di Giovanni Vincenzo Forlì, che raffigura l'atto del visitare gli infermi. Le tele di sinistra sono invece, dalla prima cappella andando verso il presbiterio: la Liberazione di san Pietro (1615) di Battistello Caracciolo, che rappresenta l'atto di liberare i carcerati; la Deposizione di Cristo (1671) di Luca Giordano, che racconta l'opera del seppellire i morti; infine il San Pietro che resuscita Tabitha (1611) di Fabrizio Santafede, che descrive le gesta di dar da mangiare agli affamati, da bere agli assetati e vestire gli ignudi.

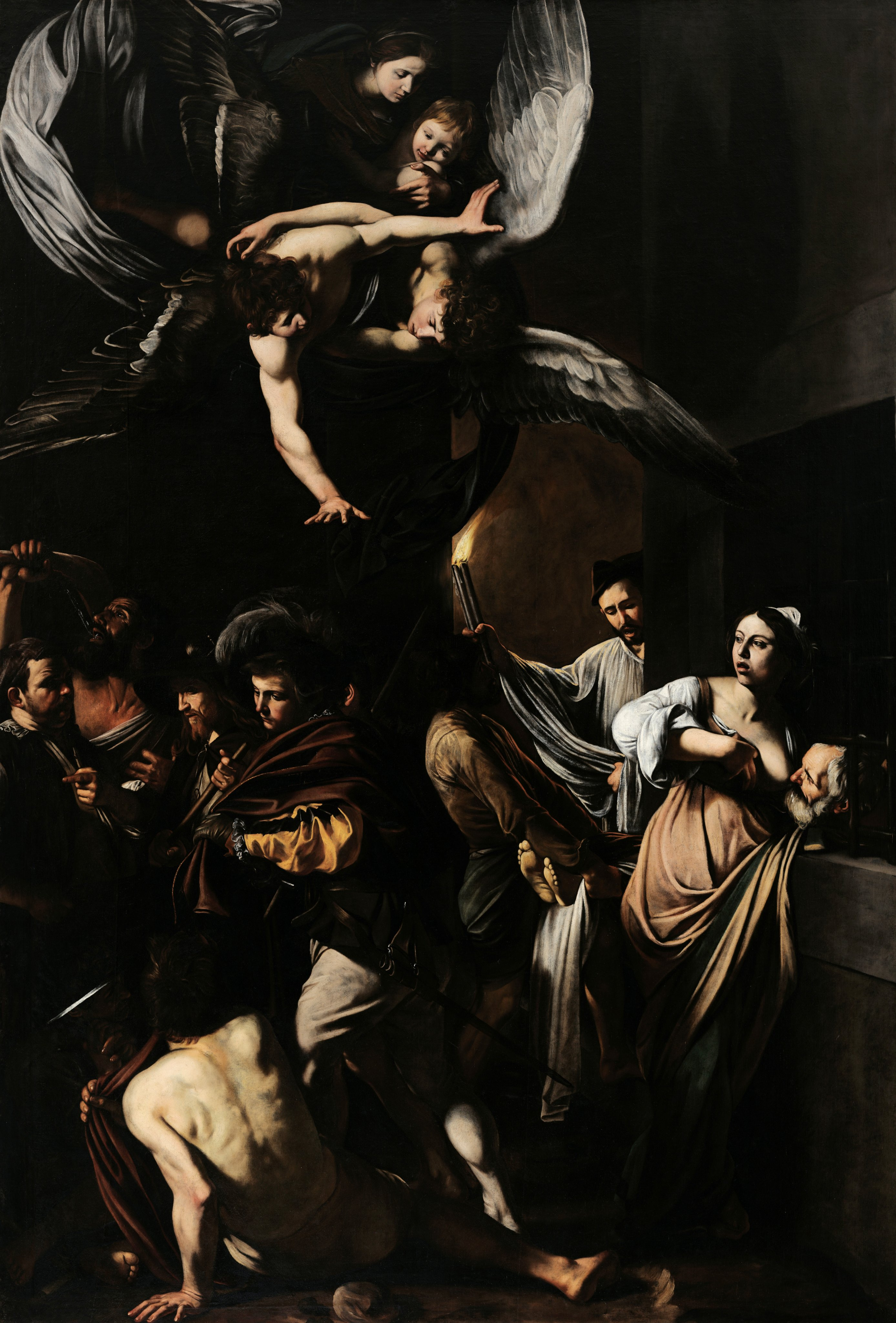
Sette opere di Misericordia (1607), Caravaggio
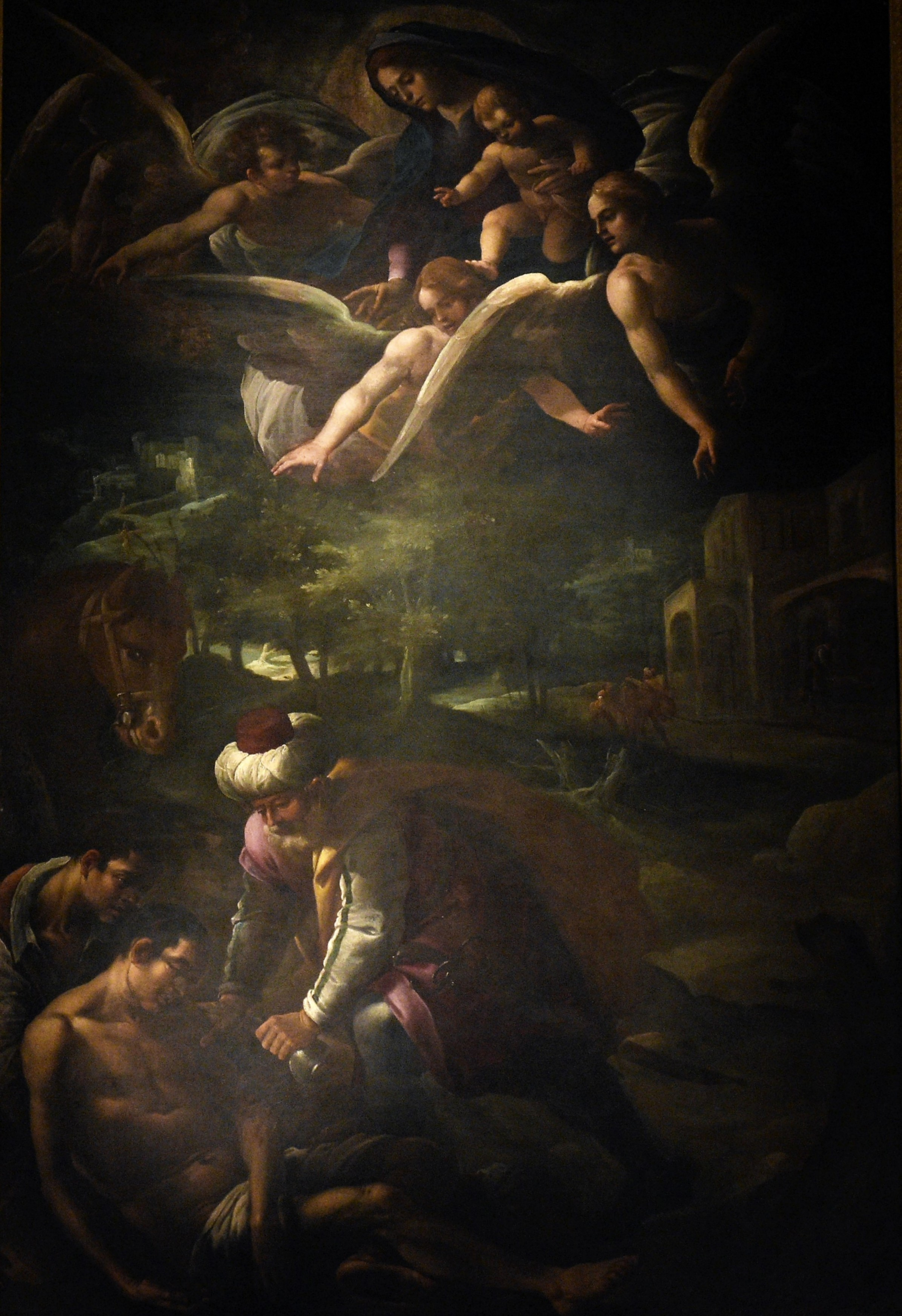
Buon samaritano (1607-1608), Giovani Vincenzo Forlì
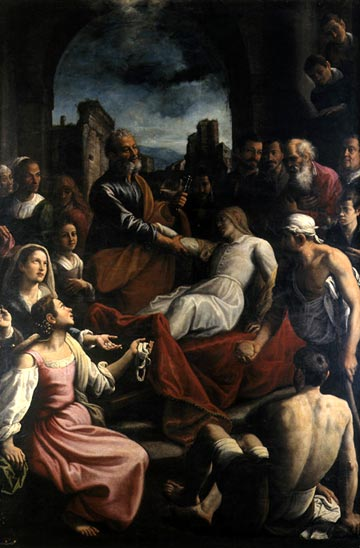
San Pietro che resuscita Tabitha (1611), Fabrizio Santafede
Cristo in casa di Marta e Maria (1612), Fabrizio Santafede
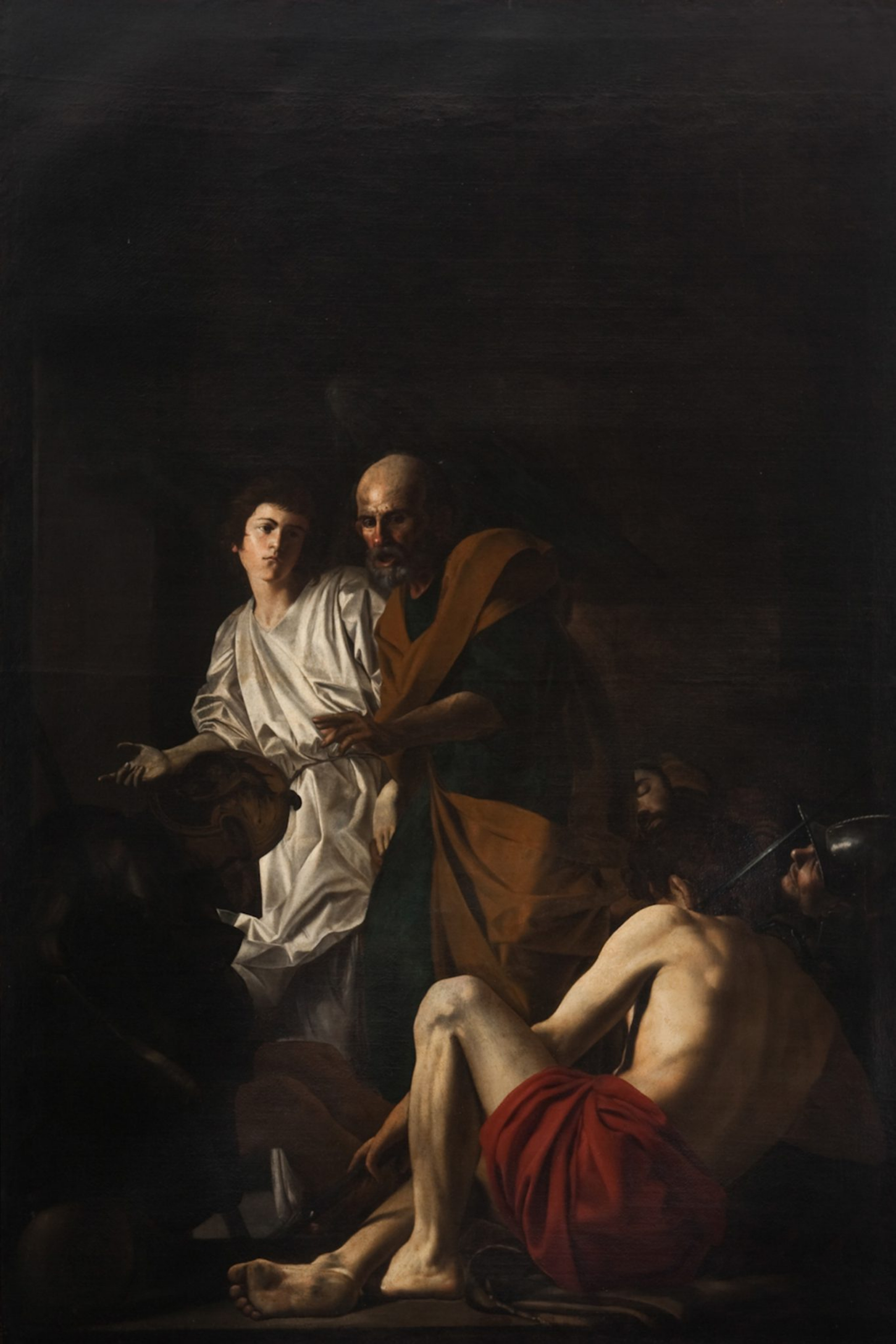
Liberazione di san Pietro (1615), Battistello Caracciolo
San Paolino che libera lo schiavo (1626-1630), Giovanni Bernardino Azzolino
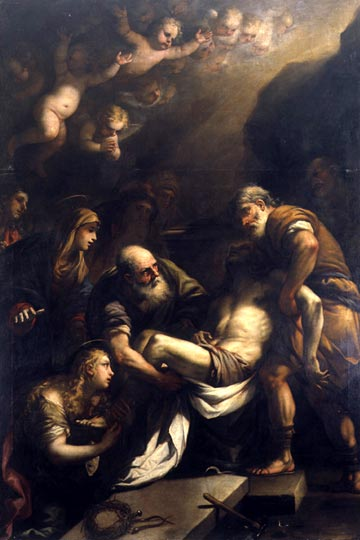
Deposizione di Cristo (1671), Luca Giordano

## Biblioteca e archivio storico
In un'ala del palazzo si trovano la biblioteca e l'archivio storico del Pio Monte della Misericordia.
La biblioteca è coeva alla fondazione dell'istituzione e si è formata con donazioni e lasciti testamentari. La sala contiene circa 17.000 volumi, in prevalenza libri di storia, meridionalistica, araldica e storia dell'arte.
L'archivio documentaristico è uno dei più ricchi di Napoli e narra attraverso i suoi documenti tutta la storia in dettaglio del Pio Monte. Tra questi sono una copia dell'atto costitutivo del 1602, il documento di approvazione della prima capitolazione del re Filippo III firmato del viceré Giovanni Alfonso Pimentel de Herrera del 1604 e la copia Breve di Papa Paolo V del 1605 con il quale «[...] veniva concesso l'avallo alla costituzione del Pio Monte [...]». Sono inoltre custoditi i contratti stipulati con gli autori che hanno eseguito le tele in chiesa, tutti gli atti di pagamento e di progettazione dei lavori del Picchiatti e il testamento di Francesco De Mura col quale rilasciò all'ente in eredità 180 suoi dipinti da vendere all'asta, così da disporre di capitale per sostenere le attività benefiche.

## Quadreria
Dal portale di sinistra nel portico della facciata si accede, salendo al primo piano, agli ambienti storici del complesso, dove trovano alloggio anche le raccolte pittoriche del Pio Monte, considerate una delle più importanti di Napoli.
La Quadreria del Pio Monte della Misericordia si compone di 140 tele, seppur ne sono esposte nelle sale circa 122, che vanno dal Cinquecento all'Ottocento, per lo più frutto di donazioni fatte a beneficio all'ente, tra cui spicca la cospicua collezione lasciata nel 1782 dal pittore Francesco De Mura, che originariamente contava 180 sue opere. Altro importante nucleo di opere d'arte riguarda la donazione proveniente dal patrimonio di Gennaro Marciano, del 1802, e da quello di Maria Sofia Capece Galeota, avvenuta nel 1933.
Nelle sale museali del palazzo sono conservati anche paramenti sacri del XVII e XVIII secolo, altri pezzi di arte applicata, alcuni documenti di archivio ed i mobili originali del complesso, tra cui lo storico tavolo a sette lati usato per le riunioni dei governatori, realizzato da anonimi intagliatori del Seicento e che è esposto nella seconda anticamera, e il finto armadio alla parete della sala del coretto che nasconde un'apertura grazie alla quale era consentito ai governatori di poter ammirare la tela del Caravaggio sull'altare maggiore della chiesa.